# Município de Dodson (condado de Highland, Ohio)
Localização do Ohio nos E.U.A.
O município de Dodson (em inglês: Dodson Township) é um município localizado no condado de Highland no estado estadounidense de Ohio. No ano 2010 tinha uma população de 2607 habitantes e uma densidade populacional de 38,35 pessoas por km².

## Geografia
O município de Dodson encontra-se localizado nas coordenadas 39° 12′ 47″ N, 83° 48′ 29″ O. Segundo a Departamento do Censo dos Estados Unidos, o município tem uma superfície total de 67.98 km², da qual 67,79 km² correspondem a terra firme e (0,28 %) 0,19 km² é água.

## Demografia
Segundo o censo de 2010, tinha 2607 pessoas residindo no município de Dodson. A densidade de população era de 38,35 hab./km².